# Sopa de barbatanas de tubarão
A sopa de barbatanas de tubarão é uma especialidade da culinária da China fundamentalmente um caldo preparado com o esqueleto das barbatanas de tubarões e alguns vegetais e condimentos. 
As barbatanas de tubarão são um dos produtos da fauna marinha mais caros do mundo, ultrapassando USD $80/kg, usados quase exclusivamente para sopa na China. Esta atividade está documentada em escritos da dinastia Ming (1368-1644) e era considerada um dos oito tesouros da culinária de produtos marinhos. Para além do seu preço, que está relacionado com a sua pequena disponibilidade, as barbatanas de tubarão eram consideradas em antigos livros de medicina tradicional chinesa como boas para conservar a juventude, o apetite e, em geral, a energia vital. 
A parte comestível das barbatanas de tubarão são as “espinhas” de cartilagem que mantêm a sua estrutura, uma vez que não possuem músculo e a pele é coberta por dentículos ósseos. O produto é normalmente vendido seco ou congelado e a primeira preparação culinária consiste em fervê-lo em caldo de galinha com cebolinho e gengibre durante várias horas.  Noutras preparações, a fibra já fervida é cozida com couve ou cogumelos chineses, vinho-de-arroz, pedaços de peito de galinha, camarão, molho de soja, vinagre de soja ou whisky. 

## Controvérsia sobre questões ambientais
Em 2005, a Hong Kong Disneyland anunciou que iria servir sopa de barbatanas de tubarão, um prato servido na China em casamentos há pelo menos dois séculos. Isso despertou uma grande polémica, uma vez que vários grupos ambientalistas levantaram a questão de que esta tradição chinesa estava a pôr em perigo várias populações de tubarão e que a Walt Disney não devia participar nessa atividade. 